# 翠枝柽柳
翠枝柽柳（学名：Tamarix gracilis）为柽柳科柽柳属下的一个种。其种加词来源于拉丁文“gracilis”，意为“细长的”。